# الأخوة (عين العرب)
الأخوة قرية سوريّة تتبع إداريّاً لمحافظة حلب منطقة عين العرب ناحية الجلبية، بلغ تعداد سكانها 181 نسمة حسب التعداد السكاني لعام 2004.